# Frauenkirche (Groitzsch)

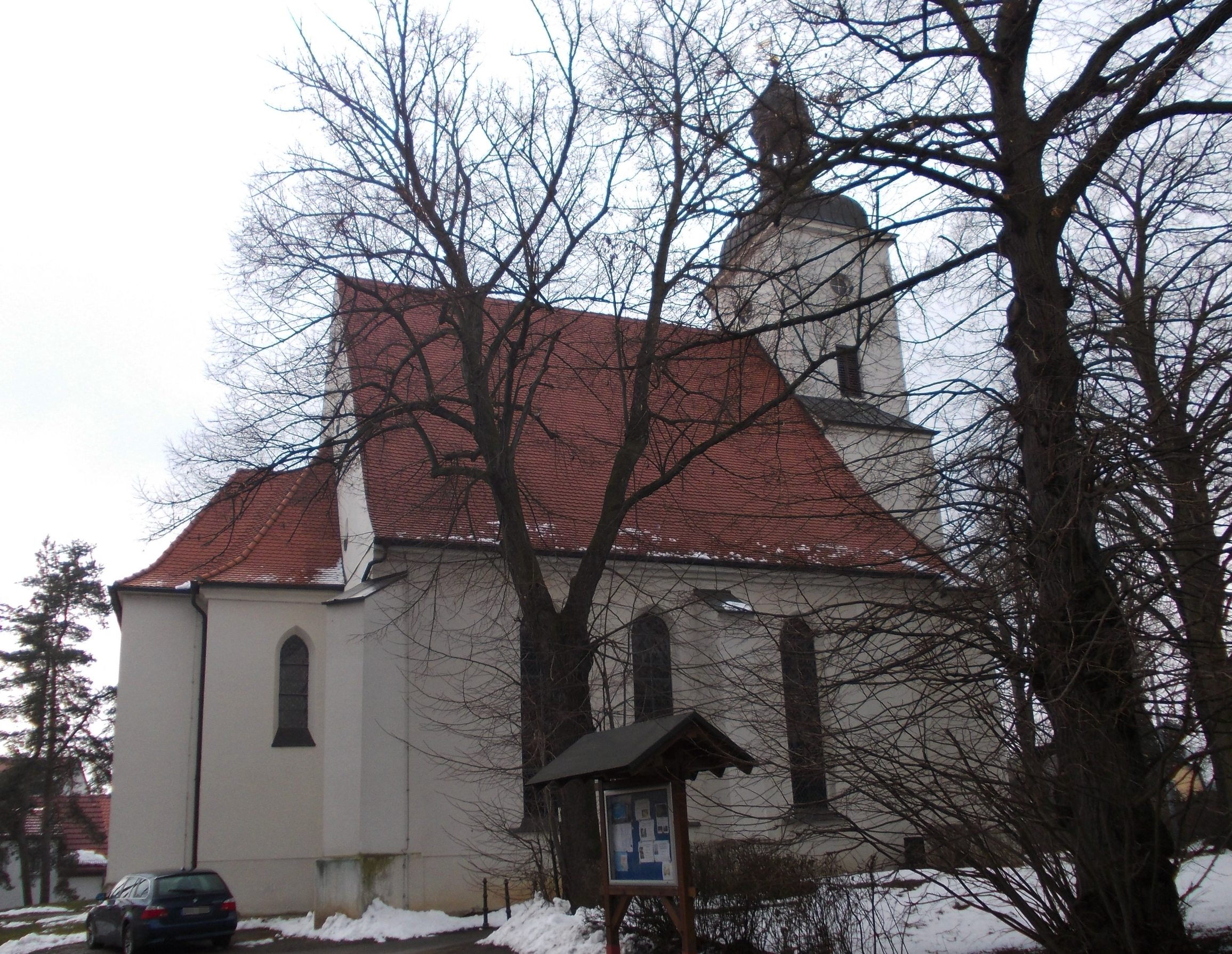
Frauenkirche Groitzsch

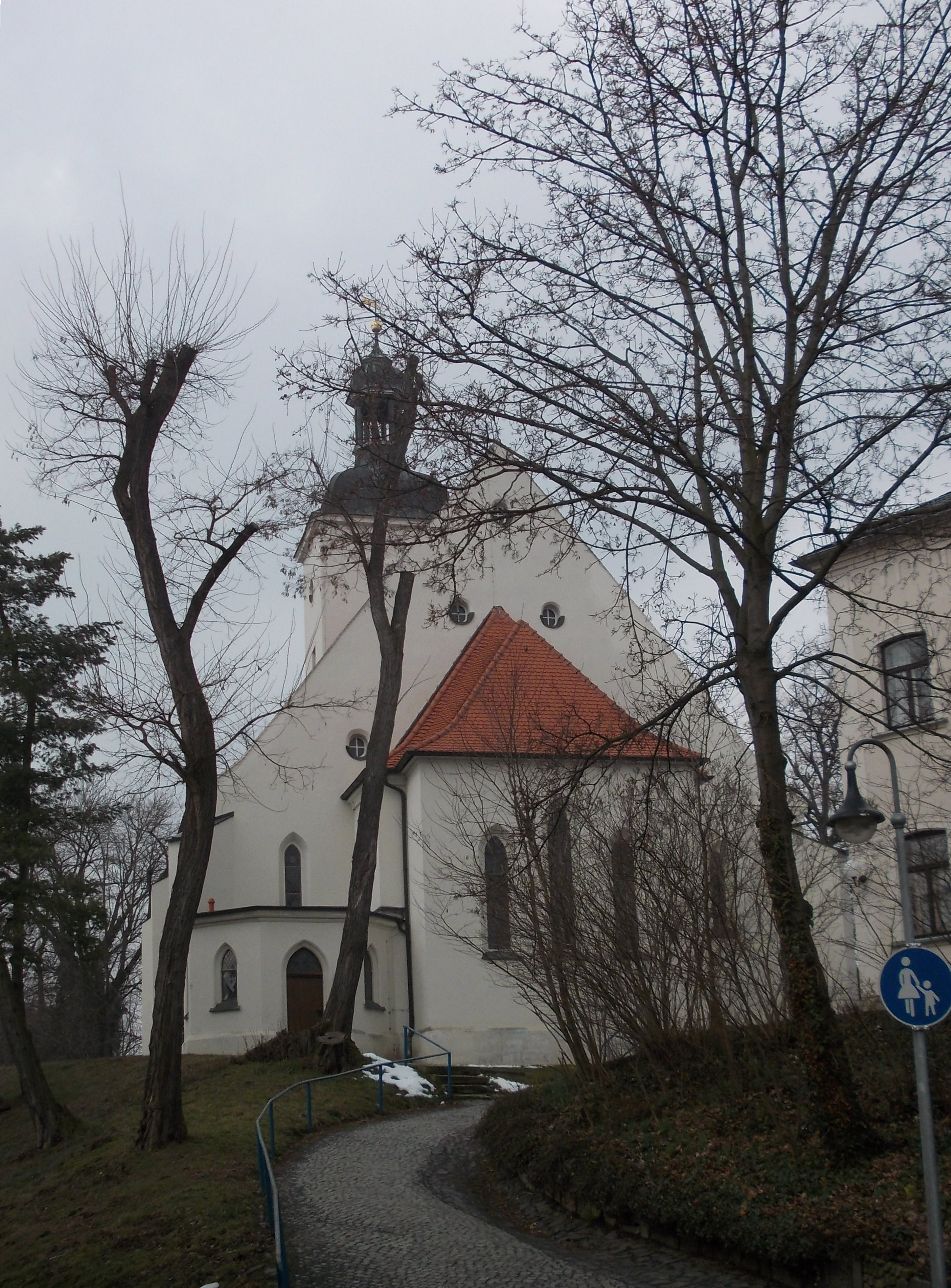
Ostansicht

Die evangelische Frauenkirche ist eine ursprünglich frühgotische, mehrfach umgebaute Hallenkirche in Groitzsch im Landkreis Leipzig in Sachsen. Sie gehört zur Kirchengemeinde Groitzsch im Kirchenbezirk Leipziger Land der Evangelisch-Lutherischen Landeskirche Sachsens.

## Geschichte und Architektur
Die Kirche ist eine am Südrand der ehemaligen Vorburg gelegene dreischiffige Staffelhalle, deren Vorgängerbauwerk möglicherweise bereits gleichzeitig mit der Rundkapelle der ehemaligen Burg Groitzsch entstanden ist. Die ältesten Teile sind im Turm und im Chor erhalten. Die Veränderung der ursprünglichen Saalkirche erfolgte nach Zerstörung der Vorburg im Jahr 1224 zu einer Pfeilerbasilika, der Umbau zu einer Hallenkirche erfolgte im Jahr 1689; eine Neugestaltung des Turms im Jahr 1733; weiterhin eine Erneuerung und Veränderung des Chores im Jahr 1884 durch Hugo Altendorff. Erneuerungen des Inneren wurden im Jahr 1927 durch Julius Zeißig vorgenommen, weiterhin Restaurierungen 1947 und 1994; schließlich eine Innenerneuerung im Jahr 2007.
Das Bauwerk ist ein verputzter, von Strebepfeilern gestützter Bruchsteinbau mit Eckquadern und geradem Chorschluss. Der ursprünglich querrechteckige Westturm wurde zum quadratischen Westturm mit Schweifhaube und oktogonaler, offener Laterne vergrößert; seitlich sind polygonale Treppentürme von 1884 angebaut. Das Langhaus zeigt spitzbogige, zugesetzte Seiteneingänge der ehemaligen Basilika.
Das Innere des Bauwerks ist flachgedeckt. Das Mittelschiff von saalartiger Breite geht ohne Einziehung in den Chorraum über und ist durch je zwei große Rundbogen über Pfeilern mit Kantenrundstäben zu den Seitenschiffen geöffnet; diese sind durch Emporen überbaut. Der Chor wurde 1884 durch einen kurzen, eingezogenen Rechteckschluss mit Tonnenwölbung verlängert; aus der gleichen Zeit stammen die Farbglasfenster mit Darstellungen von Christus und der Apostel Paulus und Petrus von Adolph Schulze versehen, unter Einbeziehung einer Wappenscheibe des Andreas Pflugk von 1599.

## Ausstattung
Die einheitliche Ausstattung stammt aus dem Jahr 1884; dazu gehören der Altar mit Kruzifix, Taufe und Kanzel in dunklem Holz.
Die Orgel ist ein Werk von Conrad Geißler aus dem Jahr 1886 mit 17 Registern auf zwei Manualen und Pedal.
Weiß gefasste barocke Schnitzfiguren stellen den Kruzifixus, Johannes den Täufer, Moses und Putten dar und stammen vom Ende des 17. Jahrhunderts; vermutlich vom barocken Kanzelaltar.